# Felix van Groeningen
Felix van Groeningen (Ghent, Bélgica, 1 de novembro de 1977) é um cineasta e roteirista belga. Como reconhecimento, foi nomeado ao Oscar 2014 na categoria de Melhor Filme Estrangeiro por The Broken Circle Breakdown.